# Diaclone
Diaclone è una linea di giocattoli prodotta dall'azienda giapponese Takara nella prima metà degli anni ottanta, produttrice di veicoli fantascientifici e robot (alcuni dei quali trasformabili e/o unibili tra di loro, a volte dotati di sistemi a molla) corredata da piccole figure umanoidi (alti 3 cm, scala 1/60 circa), rappresentanti i piloti umani (i "dianauti" nell'edizione italiana, "Diaclone drivers" in quella anglosassone) e gli alieni insettoidi Waruder ("Warda" nell'edizione italiana), dotate di magneti ai piedi, ispirate alla precedente linea Microman. Molti dei modelli avevano parti in metallo, alle quali potevano essere attaccati i piloti.
In Italia la serie è stata distribuita dalla GiG all'incirca negli stessi anni in cui rilasciava anche i giocattoli della serie Microman/Micronauti, sempre della Takara (in alcune delle prime pubblicità le due serie venivano accomunate).

## La storia
Allegati ai giocattoli vi erano i dépliant che illustravano brevemente la storia che avrebbe dovuto esserci dietro agli stessi: nel 198x viene scoperta una nuova fonte di energia, chiamata Frizon, "cento volte più forte dell'energia atomica". Un decennio dopo circa (data indicata 199x) le nazioni della Terra si sono unificate in cinque blocchi, coordinati da quello europeo (chiamato "Rand-Masters"), ma in questo periodo la terra viene attaccata dagli alieni a forma d'insetto Warda, alla ricerca di nuove fonti di energia per il loro pianeta. Alla minaccia i terrestri rispondono con i mezzi e i robot pilotati dal gruppo dei Dianauti.
Tra i progettisti di questa linea di giocattoli vi erano Shōji Kawamori (mecha design) e Kazutaka Miyatake (personaggi in miniatura), che successivamente saranno tra i designer della serie Macross. In questa serie i protagonisti usano dei caccia fantascientifici uguali all'Autobot Jetfire; la produzione di questo modello portò ad una contesa tra Hasbro e Takara da un lato e la Bandai dall'altro (quest'ultima deteneva i diritti per commercializzare e produrre action figures ispirate a Macross); per questo motivo, nella serie tv Transformers Jetfire fu rinominato in Skyfire e il suo aspetto venne modificato pesantemente per evitare denunce.

## I modelli della Revell
La Revell, azienda specializzata nella produzione di modellini in kit di montaggio, nel 1984 commercializzò su licenza Takara alcuni dei giocattoli di Diaclone come modellini assemblabili in plastica.

## La nascita dei Transformers
Nel 1982 fu introdotta nella serie Diaclone una linea di auto trasformabili, chiamata "Car Robots", da cui poi deriveranno i Transformers: al contrario dei mezzi precedenti, di ispirazione puramente fantascientifica, questi giocattoli nella forma veicolare rappresentavano auto e mezzi di trasporto realmente esistenti.
La Hasbro nel 1984 acquisì la licenza per commercializzare sia la serie di Diaclone, sia i Microman di tipo Micro-Change, fondendo le due linee di giocattoli nella serie Transformers (in cui però non erano più presenti le miniature magnetiche). Oltre alle auto trasformabili, che divennero i primi Autobot, si aggiunsero anche i dinosauri trasformabili, che diverranno poi il gruppo dei Dinobot, gli Insecticon (originariamente facenti parte dei mezzi degli alieni Waruder), i caccia militari F-15, che diverranno i Decepticon Starscream ("Astrum" nell'edizione italiana, "Acrobat type" in quella anglosassone) e Thundercracker ("Vampiro" nell'edizione italiana, "Super-high-speed fighter type" in quella anglosassone). Alcuni modelli della linea di Diaclone, come i 6 TrainRobo, vennero riutilizzati solo nei Transformers commercializzati in Giappone.
La Takara cessò la produzione di prodotti delle linee Diaclone e Microman nel 1985, continuando a vendere i modelli (e svilupparne di nuovi) nella neonata linea Transformers.
L'idea di avere mezzi trasformabili, con carica a molla e con "piloti" dotati di piedi magnetici (ma di dimensioni maggiori rispetto ai Dianauti), venne ripresa nel 1986 nei giocattoli della serie statunitense Starcom, prodotti dalla Coleco e, dopo il suo fallimento, commercializzati in Europa dalla Mattel.

## La commercializzazione in Italia
In Italia i modelli vennero importati dalla Gig, dal 1980 al 1983. Sempre la Gig importò quelli che sarebbero divenuti i primi Transformers (e derivati della serie Diaclone) con il nome di "Trasformer" (senza la "n" e senza la "s"), con ancora i piloti in miniatura (almeno nel caso dei 4 dinosauro robot, il camion convoy ed i primi due jet) e riferimenti alla linea di Diaclone abbastanza celati come sui piccoli adesivi: questa linea comprendeva sia la serie Car Robots di Diaclone (ma quasi tutte nella colorazione che poi avranno nella versione Transformers), che alcuni Microchange dell'altra linea Takara, Microman. Non tutta la linea dei Diaclone fu commercializzata in Italia.
Nell'edizione italiana, Diaclone era anche il nome di uno dei giocattoli di dimensioni maggiori ("Great Robot Base" in quella anglosassone), un modello rappresentante un robot umanoide alto 43 cm trasformabile in forma di Robot-base (per farlo occorreva piegargli le gambe e aprirgli il torace), graficamente somigliante al modello Punch Robo della serie Microman, messo in commercio sul mercato nipponico circa un anno prima dei prodotti legati alla linea Diaclone.

## La commercializzazione negli Stati Uniti
Negli Stati Uniti un numero ridotto di Diaclone fu commercializzato solo per alcuni mesi tra il 1983 e il 1984, con il nome di "Diakron". Successivamente, quando la Hasbro si accordò con la Takara, vennero sostituiti dai Transformers, anche se la Takara commercializzò negli USA una seconda linea, chiamata "Kronoform", comprendente, oltre ad alcuni dei Diaclone non ancora inclusi nei Transformers, anche dei Microman e degli orologi digitali (funzionanti) trasformabili, venduti in Giappone come "Watch-Q" (commercializzati anche in Italia dalla Gig nella linea "Trasformer").

## La commercializzazione in Francia
In Francia la JOUSTRA (Jouets de Strasbourg) della Groupe CEJI, importò sia alcuni modelli della serie Diaclone, sia alcuni della serie Microman, commercializzandoli come Diaclone. Ogni giocattolo era accompagnato da un fumetto, in cui si spiegava che i mezzi erano robot intelligenti (come i Transformers, ma al contrario dei Diaclone giapponesi), anche se i "buoni" e i "cattivi" non rispettavano sempre la suddivisione originale. In questa serie ad essere chiamato Diaclone era il modello di Commander/Optimus Prime.